# Nicolas Ciamin

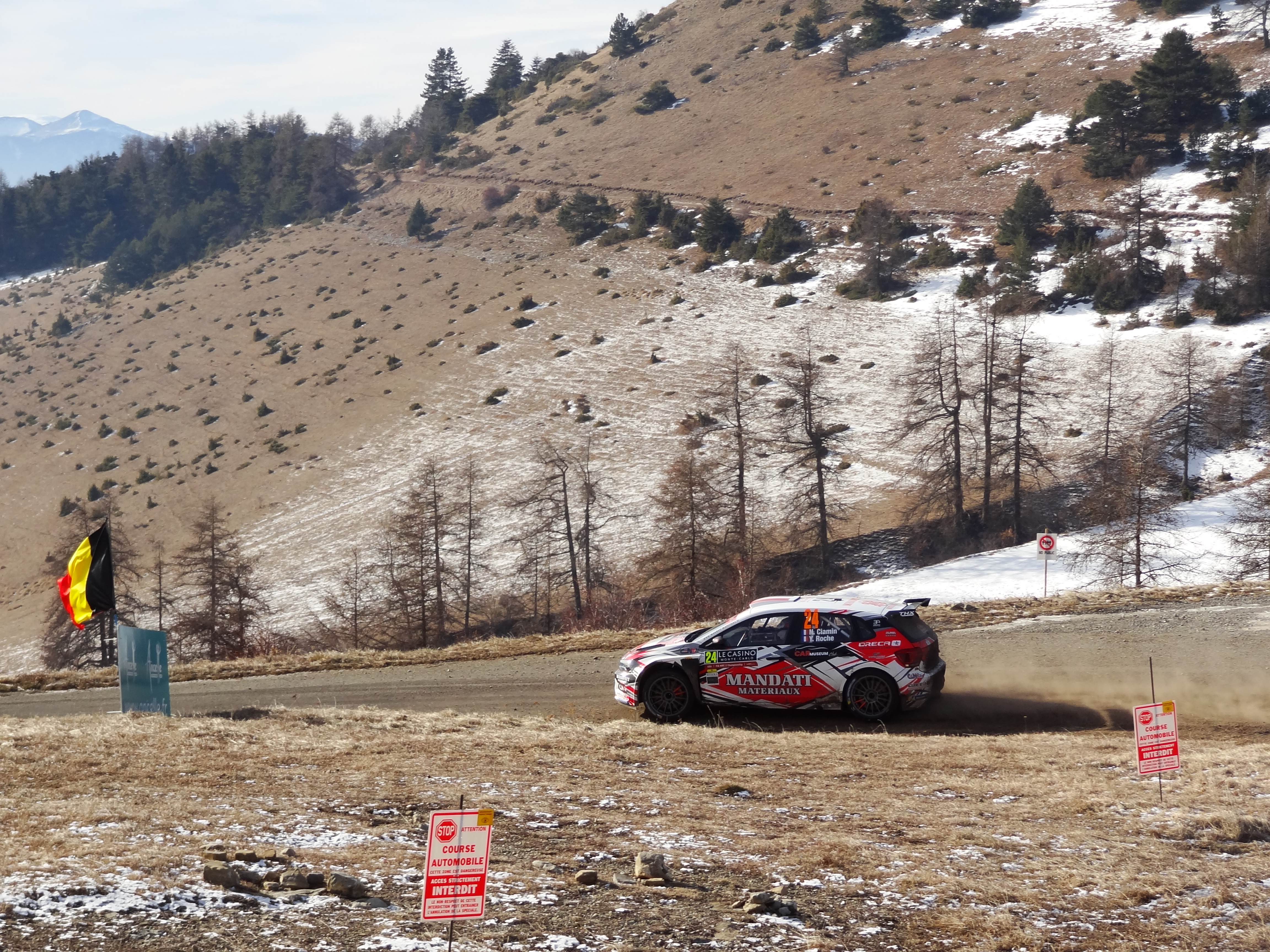
Volkswagen Polo GTI R5 de Nicolas Ciamin au Rallye Monte-Carlo 2019

Nicolas Ciamin, né le 18 février 1998 à Nice dans les Alpes-Maritimes, est un pilote de rallye français.

## Biographie
Nicolas Ciamin est le fils de Gilles Ciamin, champion de France et champion d’Europe de moto trial dans les années quatre-vingt-dix. Gilles Ciamin est aussi cascadeur; il travaille, entre autres, dans l’équipe de Michel Julienne, le fils du célèbre Rémy Julienne, avec qui il a réalisé des cascades pour diverses productions de Luc Besson, des Taxi ou des Transporteur. 

### Débuts en sport automobile
Nicolas Ciamin a toujours voulu faire du rallye mais n'ayant pas l'âge du permis il débute en circuit en 2014, avec le team No Limit Racing, année où il devient champion junior 208 Racing Cup. La même année il prend la troisième place du relais 208 avec Guillaume Blancardi et est nommé espoir Échappement. L'année suivante il enchaine avec le titre champion junior en RCZ Racing Cup avec le team Clairet Sport et devient champion du relais 208 associé à Ludovic Bellinato.

### Carrière en rallye
2016 le voit débuter en rallye en championnat de France, championnat du monde et Drive Dmack Trophy.
En 2017 il décroche la deuxième place du championnat du monde Junior et la troisième du WRC-3 sur Ford Fiesta R2T en signant une première victoire de classe au rallye de Finlande,. Il signe également sa première victoire de classe en Championnat de France des rallyes asphalte lors du rallye du Touquet. 
En 2018 il dispute le championnat du monde WRC-2 et le championnat de France sur une Hyundai i20 R5 (en) ou une Abarth 124 Rally. Il remporte son premier rallye au Rallye National Pays de Grasse.
En 2019 il remporte sa première victoire en championnat de France au Rallye du Touquet. Il devient alors, à tout juste 21 ans, le plus jeune vainqueur d’une épreuve de Championnat de France et termine quatrième du championnat asphalte.
2020 est le départ d'une participation de deux ans au WRC-3 sur une Citroën C3 R5 de DG Sport Compétition avec le soutien de  Citroën Racing.
En 2021 Nicolas Ciamin remporte les deux épreuves du championnat de France auxquelles il participe: le Rallye Antibes Côte d’Azur sur Alpine A110 Rally RGT et le Rallye du Var sur Škoda Fabia Rally2 evo.
Pour 2022 il part pour un programme complet en Championnat de France avec la nouvelle Hyundai I20 Rally2 de 2C Compétition,. Il remporte pour la deuxième fois le Rallye du Touquet et le Rallye du Var et termine à la troisième place du championnat à seulement un point de Yoann Bonato.
Pensionnaire de l'équipe de France FFSA Rallye , Nicolas adopte pour 2023 un calendrier mixte WRC-2 et Championnat de France des rallyes et remporte la première manche française, le Rallye du Touquet, sur Volkswagen Polo GTI R5. Il décroche sa première victoire en catégorie WRC-2 en fin de saison lors du premier Rallye d'Europe Centrale.

## Palmarès

### Victoires

#### Victoires en championnat de France des rallyes
- Rallye du Touquet: 3 victoires en 2019, 2022 et 2023
- Rallye du Var: 2 victoires en 2021 et 2022
- Rallye Antibes Côte d’Azur en 2021

#### Victoire en championnat du monde des rallyesWRC-2
- Rallye d'Europe Centrale en 2023